# Shoplifters of the World Unite
"Shoplifters of the World Unite" é uma canção da banda de rock inglesa The Smiths, escrita por Morrissey e Johnny Marr. As letras de Morrissey, que endossavam furtos em lojas e faziam referência a Karl Marx, foram controversas na época do lançamento da música. Musicalmente, a música continua o estilo glam rock de outros singles dos Smiths durante o período e inclui um curto solo de guitarra de Marr.
"Shoplifters of the World Unite" foi lançado pela primeira vez como um single não pertencente ao álbum em janeiro de 1987, depois que a banda decidiu descartar o lançamento do single de seu lado A original, "You Just Haven't Earned It Yet, Baby". A música foi um sucesso comercial, alcançando a décima segunda posição no Reino Unido, e foi incluída em compilações como The World Won't Listen e Louder Than Bombs. Desde então, foi aclamada pela crítica e Morrissey nomeou a música como uma de suas favoritas.

## Produção
Escrito por Morrissey e Johnny Marr, "Shoplifters of the World Unite" endossava liricamente o furto em lojas e o inconformismo em geral. O título alude ao slogan “Trabalhadores do mundo, uni-vos!” bem como o sucesso de David e Jonathan de 1966, "Lovers of the World Unite". Durante uma entrevista de 1987 com Shaun Duggan, Morrissey disse sobre a música: "[Isso] não significa literalmente pegar um pedaço de pão ou um relógio e enfiá-lo no bolso do casaco. É mais ou menos furto espiritual, furto cultural, roubo coisas e usá-las em seu próprio benefício".
Musicalmente, a música foi comparada a "Children of the Revolution" de T. Rex, e apresenta um breve solo de Marr. No solo, Marr usou "camadas harmonizadas", afirmando em uma entrevista separada: "[É] uma técnica de tocador de aço. Você toca as cordas com o dedo da mão direita uma oitava acima de onde você está tocando, e então dedilha o corda com o polegar." Marr citou Nils Lofgren como a inspiração para a guitarra da música; Ele comentou: "As pessoas disseram que parece Brian May, mas eu estava pensando no empilhado Roy Buchanans." Marr também produziu a música, uma novidade para a banda.
Desde então, Morrissey falou positivamente sobre a música, afirmando em uma entrevista de 1996 à RTÉ que era uma de suas músicas favoritas. Em 1997, ele relembrou com mais detalhes: "[Foi] um single muito, muito espirituoso e um grande momento para os Smiths na Inglaterra. Acho que foram provavelmente os melhores dias da nossa carreira."

## Lançamento
Outra música recém-concluída, "You Just Haven't Earned It Yet, Baby", foi originalmente planejada para ser o lado A deste single. Ele chegou ao estágio de prensagem de teste de marca branca e aproximadamente 900 cópias do single foram fabricadas antes que a banda decidisse fazer de "Shoplifters" o lado A. Desde então, Marr afirmou: "'Shoplifters' foi o melhor disco", enquanto Morrissey não gostou do mix do produtor John Porter de "You Just Haven't Earned It Yet, Baby". Este single mix abortado pode ser ouvido em The World Won't Listen, enquanto uma versão remixada está incluída em Louder Than Bombs.
"Shoplifters of the World Unite" foi lançado como single não pertencente ao álbum em janeiro de 1987, alcançando a 12ª posição na parada de singles do Reino Unido. A capa do single traz uma fotografia de um jovem Elvis Presley tirada por James R. Reid. Os vinis britânicos de 7" e 12" continham as mensagens da matriz: ALF RAMSEY'S REVENGE/none. A letra da música provocou polêmica, com o parlamentar Geoffrey Dickens condenando a banda por lançar uma ode aberta ao roubo e a Tesco quase processando a Smash Hits por reimprimir a letra da música em um gráfico que continha uma sacola de compras da Tesco. Para promover a música no programa musical The Tube, Morrissey concordou em afirmar que a letra da música era metafórica, embora não fosse essa a intenção.

## Performance ao vivo
Os Smiths tocaram essa música apenas uma vez, durante seu último show em dezembro de 1986 na Brixton Academy, em Londres (pouco antes do lançamento da música como single). Também foi tocada ao vivo no programa musical britânico The Tube em 10 de abril de 1987 (ao lado do single anterior "Sheila Take a Bow") na última apresentação ao vivo da banda. Um videoclipe baseado parcialmente na performance da música da banda no The Tube foi dirigido por Tamra Davis. A banda então imitou a música no Top of the Pops; Morrissey apareceu vestindo uma camiseta de Elvis Presley de acordo com a arte da capa do single.
Morrissey cantou-a frequentemente em concerto durante sua carreira solo.

## Recepção Crítica
Stephen Thomas Erlewine nomeou a música como uma das faixas de Louder Than Bombs que ele considerou "definitiva", enquanto Diffuser.fm a listou entre o "melhor material".
A Rolling Stone classificou a música como a 24ª melhor da banda. Consequence classificou a canção como a 17ª melhor canção dos Smiths, escrevendo: "Anos antes de se tornar o líder dos algozes, Morrissey poderia instigar com os melhores deles. Imitando a exortação de Marx aos trabalhadores do Manifesto Comunista, 'Ladrões de lojas do mundo, uni-vos'. ' defende o furto de baixo grau (seja físico ou emocional) em vez de uma produção tonta que deixa a música soando como a prima delinquente de 'How Soon Is Now?'." Guitar nomeou a música como o décimo maior momento de guitarra da banda, comentando: "Foi o solo de Marr que roubou os holofotes que quebrou de forma emocionante as próprias convenções dos Smiths e permitiu que ele fizesse seu instrumento realmente gritar."

## Faixas
7-inch RT195
1. "Shoplifters of the World Unite" - 2:56
2. "Half a Person" - 3:35

12-inch RTT195
1. "Shoplifters of the World Unite" - 2:56
2. "London" - 2:06
3. "Half a Person" - 3:35

12-inch Wrong Version RTT195
1. "You Haven't Earned It Yet, Baby" - 3:34
2. "London" - 2:06
3. "Half a Person" - 3:35

## Classificação nas paradas músicais
| Parada                                  | pico |
| --------------------------------------- | ---- |
| Irlanda (IRMA)                          | 7    |
| Uk Single (The Official Charts Company) | 16   |